# Orthosia moderata
Orthosia moderata är en fjärilsart som beskrevs av Walker 1857. Arten ingår i släktet Orthosia och familjen nattflyn. Inga underarter finns listade i Catalogue of Life.